# Davide Iacopini
David Iacopini, né à Gênes le 9 février 1984 , est un acteur italien.

## Biographie
Entre 2004 et 2007, Davide Iacopini fréquente l'école du Teatro Stabile de Gênes. Il fait ses débuts au théâtre en 2007 dans Les Démons de Dostoïevski, où il tient le rôle de Nicolas Stavroguine. La même année, il commence sa carrière à la télévision dans le sitcom Caméra Café. L'année 2012 voit sa première apparition au grand écran dans Diaz : un crime d'État de Daniele Vicari, où il tient un des premiers rôles.

## Filmographie

### Cinéma
- 2012 : Diaz : un crime d'État de Daniele Vicari : Marco
- 2013 : Conditio Sine Qua Non (court métrage)

### Télévision
- 2007 : Caméra café